# 克雷茨基
克雷茨基（羅馬化：Keretsky）是外喀爾巴阡州胡斯特區的村庄、克雷茨基市鎮的行政中心。
2023年12月15日，该村发生了一起爆炸案，一名议员在村会议上引爆了手榴弹，造成26人受伤。